# Lilli Palmer
Lilli Marie Palmer (Posen, 24 mei 1914 – Los Angeles, 27 januari 1986) was een Duitse actrice.

## Leven
Lilli Palmer werd in 1914 geboren als Lilli Marie Peiser in Posen, dat op dat moment nog deel uitmaakte van het Duitse Rijk. Haar ouders waren Dr. Alfred Peiser en Rose Lissmann. Haar vader was arts en haar moeder toneelspeelster. Lilli was de middelste van drie dochters. Haar oudere zuster heette Irene, haar jongere Hilde.
Lilli volgde haar theateropleiding in Berlijn en debuteerde in 1932 in het Hessisches Landestheater in Darmstadt. In 1934 emigreerde ze naar Parijs, omdat ze als jodin niet meer in Duitsland kon werken. Daar trad ze samen met haar zuster Irene in nachtclubs op als ‘Les Soeurs Viennoises’. Niet lang daarna vertrok ze naar Londen, waar ze haar eerste grote filmrol kreeg in Alfred Hitchcocks Secret Agent (1936).
In 1943 trouwde ze met de Britse acteur Rex Harrison met wie ze te zien was in verscheidene films. In 1944 kregen zij samen een zoon, Carey Harrison. Ze emigreerden naar de Verenigde Staten. In 1954 keerde ze terug naar Duitsland en daar werd ze een ster van de naoorlogse film. Ze speelde onder meer samen met sterren als Curd Jürgens en Romy Schneider. Ook speelde ze nog in Amerikaanse films waarin ze de tegenspeelster was van onder andere Clark Gable, James Mason, Jean Gabin en Charles Boyer. In 1958 trouwde zij met de Argentijnse acteur Carlos Thompson, met wie zij tot haar dood samen bleef.
In Duitsland werkte ze ook mee aan televisiefilms en –series.
In 1974 verschenen haar memoires en in de daarop volgende jaren nog vier boeken die stuk voor stuk een succes waren. Daarnaast legde ze zich toe op schilderen en verkocht ze vele doeken.
Palmer overleed in 1986 op 71-jarige leeftijd in Los Angeles aan kanker en werd in Amerikaanse aarde begraven.

## Filmografie

### Films
- 1933: The First Offence
- 1935: Crime Unlimited
- 1936: Secret Agent (Alfred Hitchcock)
- 1936: The First Offence (Bad Blood)
- 1937: Sunset in Vienna
- 1937: The Great Barrier
- 1937: Good Morning, Boys (Marcel Varnel)
- 1938: Crackerjack
- 1939: Blind Folly
- 1940: The Door with Seven Locks
- 1942: A Girl Must Live (Carol Reed)
- 1942: Thunder Rock (Roy Boulting)
- 1943: The Gentle Sex
- 1943: English Without Tears
- 1945: The Rake’s Progress
- 1946: Cloak and Dagger (Fritz Lang)
- 1946: Beware of Pity
- 1947: Body and Soul (Robert Rossen)
- 1947: No Minor Vices (Lewis Milestone)
- 1948: My Girl Tisa
- 1948: No Minor Vices
- 1949: Hans le marin
- 1951: The Long Dark Hall
- 1952: The Four Poster
- 1953: Mainstreet to Broadway
- 1954: Feuerwerk
- 1956: Teufel in Seide
- 1956: Anastasia - Die letzte Zarentochter
- 1956: Zwischen Zeit und Ewigkeit
- 1957: Wie ein Sturmwind
- 1957: Der gläserne Turm
- 1958: Les Amants de Montparnasse (Jacques Becker)
- 1958: Mädchen in Uniform (Géza von Radványi)
- 1958: Eine Frau, die weiß, was sie will
- 1958: La Vie à deux
- 1959: Frau Warrens Gewerbe
- 1959: But Not for Me
- 1960: Conspiracy of Hearts
- 1961: The Pleasure of His Company
- 1961: Frau Cheneys Ende
- 1961: Le Rendez-vous de minuit
- 1962: Julia, Du bist zauberhaft
- 1962: The Counterfeit Traitor
- 1962: Finden Sie, daß Constanze sich richtig verhält?
- 1962: L’Amour difficile
- 1962: Leviathan1964: Operation Crossbow (Michael Anderson)
- 1963: Miracle of the White Stallions
- 1963: Finché dura la tempesta
- 1963: The Amorous Adventures of Moll Flanders (Terence Young)
- 1964: Le Triangle
- 1965: Le Tonnerre de Dieu (Denys de La Patellière)
- 1965: Operation Crossbow
- 1965: The Amorous Adventures of Moll Flanders
- 1966: Der Kongreß amüsiert sich
- 1966: Zwei Girls vom roten Stern
- 1966: Le Voyage du père (Denys de La Patellière) (met Fernandel)
- 1967: The Diary of Anne Frank (Alex Segal) (televisiefilm)
- 1967: Jack of Diamonds
- 1967: Oedipus the King
- 1967: Paarungen
- 1968: Sebastian
- 1968: Nobody Runs Forever
- 1969: De Sade
- 1969: La residencia
- 1970: La Peau de torpedo
- 1970: Hauser's Memory
- 1971: Night Hair Child
- 1971: Murder in the Rue Morgue
- 1969: Hard Contract
- 1974: Lotte in Weimar
- 1978: The Boys from Brazil (Franklin J. Schaffner)
- 1982: Feine Gesellschaft - beschränkte Haftung
- 1985: The Holcroft Convenant
- 1986: Peter the Great (televisieserie)
- 2018: The Other Side of the Wind [gefilmd in de vroege jaren 1970]

### Televisie
- 1971: Der Kommissar (televisieserie, aflevering 38: Grau-roter Morgen)
- 1972–1979: Eine Frau bleibt eine Frau (10 afleveringen)
- 1974: The Zoo Gang (televisiefilm)
- 1974: Derrick (televisieserie, aflevering 2: Johanna)
- 1980: Weekend (televisiefilm)
- 1981: Kinder (televisiefilm)
- 1982: Eine etwas sonderbare Dame (televisiefilm)
- 1982: Unglaubliche Freunde (televisiefilm)
- 1984: Love Boat (televisieserie)
- 1986: Peter the Great (televisiemeerluik)